# 그레임 스티블리
그레임 스티블리(Graeme Stevely, 1988년 6월 2일 ~ )는 TNA에서 링네임 그라도(Grado)라는 사용을 하며 영국의 남자 프로레슬링선수다. 키는 181cm 몸무게는 107kg이다. 피니쉬는 겟 태 열 베드(파이어맨즈 캐리 드롭 니 리프트)라는 피니쉬 인데 이것은 주로 예전에 WWE의 CM 펑크가 고 투 슬립/GTS를 사용을 하는 피니쉬 비슷한 기술이다. R-그라도/그라도 쿠타(점핑 커터)라고 하는데 이것은 WWE의 랜디 오턴이 RKO라는 피니쉬하고 비슷한 기술이라고 한다. 스티브스턴 라운드어바웃/턴 오브 트위스터(파이어맨즈 캐리 페이스버스터)라고 하는데 이거는 WWE의 브록 레스너가 F-5사용을 하는 비슷한 피니쉬 기술이라고 한다. 17 스톤 스터너(스터너)라고 하는데 예전에 WWF/WWE의 스톤 콜드 스티브 오스틴이 스톤 콜드 스터너라는 비슷한 피니쉬 기술이라고 할 수 있겠다. 윌 붓/그라도 킥(런닝 빅 붓)으로 사용을 하는데 그가 새미 제인이 헬루바 킥을쓰는 비슷한 피니쉬라고 기술이라고 한다. 이렇게 5가지 피니쉬를 사용을 한다. 그러나 시그니처 기술은 롤 앤 슬라이스(캐넌볼)과 STF-예르셀(STF)이라는 기술인데 예전에 WWE존 시나가 STF하고 비슷한 시그니처 기술이라고 하고 그러다가 프롬 더 탭 엔드 오브 스티븐스 투 더 락 바텀(리프팅 사이드 슬램)이라고 하는데 이 기술은 예전에 WWF/WWE의 더 락이 락 바텀하고 비슷한 그런 시그니처 기술이라고 하고 더 얼스웜(찹 드롭)은 예전에 WWF/WWE스카티 투 하티의 더 웜이라는 비슷한 시그니처 기술이라고 한다. 이분은 2004년 프로레슬링 입문으로 밝혀진다.

## 수상
- 월드 아이언맨 헤비메탈웨이트 챔피언 1회
- FPW 타이틀 #1 컨텐더쉽 토너먼트 (2014)
- ICW 월드 헤비웨이트 챔피언 1회
- ICW 월드 태그팀웨이트 1회 - 콜드 카바나
- ICW 배미 어워드 포 "인세인 모멘트 오브 더 이열" 위닝 더 ICW 챔피언쉽 엑트 피어 & 로딩 VIII (2016)
- IPW:UK 월드 올 잉글랜드웨이트 챔피언 1회
- 월드 레크레스 인텐트 UK웨이트 챔피언 1회
- SWA 월드 태그팀웨이트 챔피언 1회 - 글렌 던바
- SWA 월드 태그팀웨이트 챔피언 토너먼트 (2005)
- SWE 월드 태그팀웨이트 챔피언 1회 - 파스칼 스플라터
- 피스트 오브 파이어 (2016 – 핑크 슬립)
- PBW 월드 태그팀웨이트 챔피언 1회 - 케니지 윌리엄스
- PWE 월드 헤비웨이트 챔피언 1회
- PIW 랭크드 힘 293 오브 더 탑 500 싱글즈 레슬러 PWI 500 인 2016
- WOS 월드 헤비웨이트 챔피언 1회